# Сидорик Тимофій Миколайович
Тимофій Миколайович Сидорик (нар. 8 січня 1947, село Волоща, тепер Дрогобицький район, Львівська область) — український радянський діяч, новатор виробництва, бригадир скреперистів, машиніст скреперної лебідки рудника № 2 Стебницького калійного комбінату Львівської області. Депутат Верховної Ради СРСР 9—10-го скликань (1974—1984).

## Біографія
Народився в селянській родині. Навчався у Волощанській восьмирічній школі. У 1964 році закінчив Грушівську середню школу Дрогобицького району Львівської області. У 1966 році закінчив Львівське професійно-технічне училище № 28.
Трудову діяльність розпочав у 1966 році електрослюсарем рудника № 2 Стебницького калійного комбінату Львівської області.
З 1966 по 1969 рік — служба в Радянській армії (в Німецькій Демократичній Республіці).
У 1969—1970 роках — електрослюсар із ремонту шахтного обладнання, у 1970—1975 роках — скреперист, бригадир скреперистів, з 1975 року — машиніст скреперної лебідки рудника № 2 Стебницького калійного комбінату Львівської області.
Член КПРС з 1975 року.
Закінчив заочно Нововолинський гірничобудівельний технікум Волинської області.
Потім — на пенсії в селі Волощі Дрогобицького району Львівської області.

## Нагороди
- орден Трудового Червоного Прапора (1973).
- орден Трудової Слави III ступеня.
- медалі.
- знак «Шахтарська слава» III ступеня.